# Географски индетерминизам
Географски индетерминизам (лат. indeterminatio - неодредеђеност) је правац у географској науци који негира утицај природне средине на човека. Полази од становништа по којем догађаји у извесним сферама нису ничим унапред предодређени. Практична примена схватања овог правца имала је за последице погрешне и неправилне оцене географских услова. Географски индетерминизам је у супротности са детерминизмом.